# Jimmy Nielsen
Jimmy Nielsen (Aalborg, Dinamarca, 6 de agosto de 1977) es un exfutbolista y entrenador danés. Actualmente dirige al Hartford Athletic de la USL Championship. 
Como jugador se desempeñaba como portero y su último club fue el Sporting Kansas City de la Major League Soccer, donde se retiró en 2013.
Nielsen jugó gran parte de su carrera para el Aalborg Boldspilklub de la Superliga danesa antes de jugar en la MLS, acumulando más de 300 partidos con el club. Sus actuaciones allí lo hicieron merecedor del premio al Portero del Año en Dinamarca en 1998 y 2004.

## Trayectoria

### Como jugador

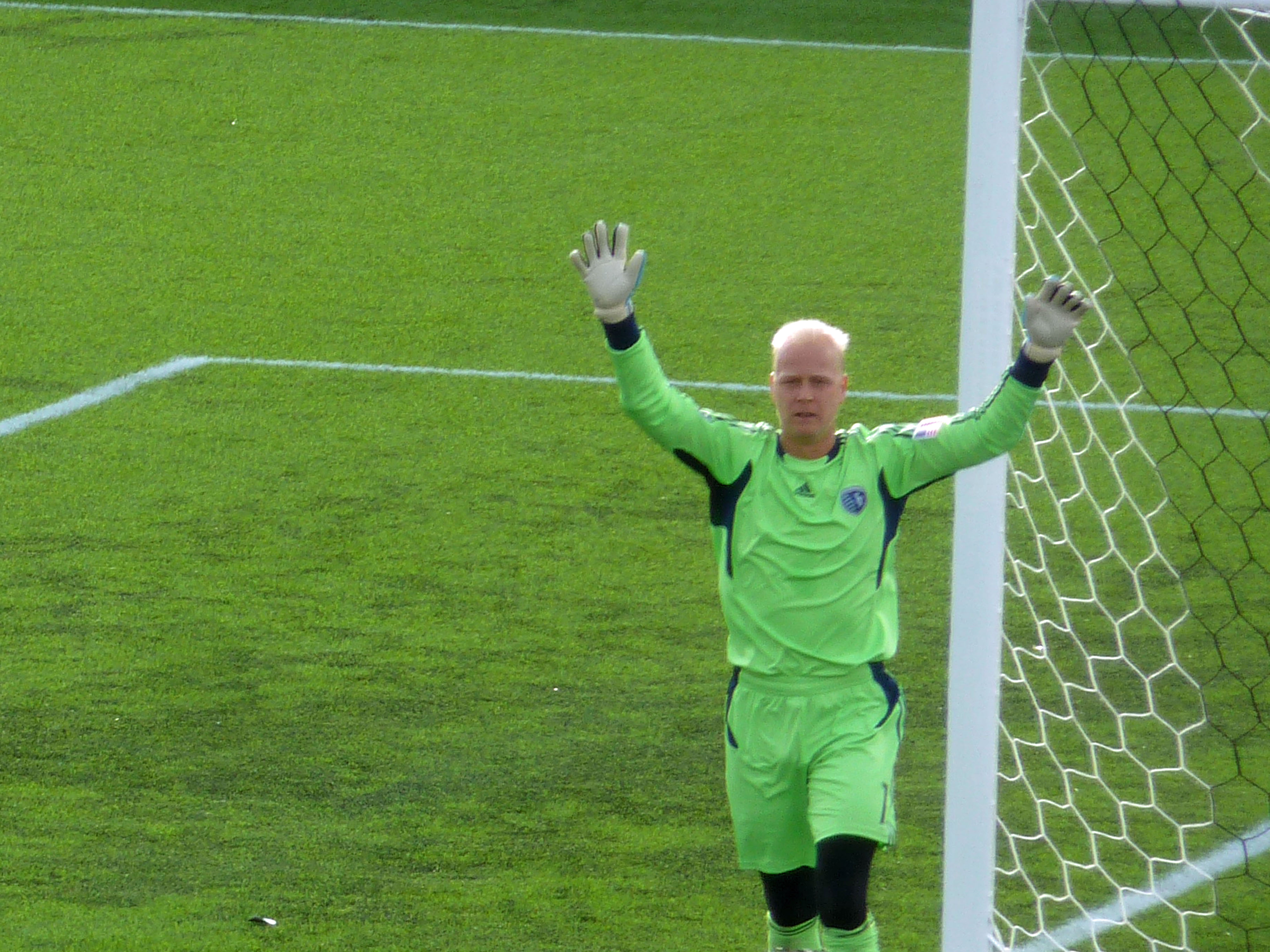
Jimmy Nielsen durante un partido contra los Vancouver Whitecaps en abril de 2011.

Nielsen comenzó su carrera jugando en las divisiones juveniles del Aalborg Boldspilklub. Firmó su primer contrato profesional con el Millwall FC de Inglaterra en 1994, pero no llegó a jugar ningún partido. En 1995 regresó al club que lo formó y se convirtió en una de las piezas fundamentales del equipo, ayudándole a ganar la Superliga en 1998-99 y recibiendo los honores de Portero del Año de la liga en 1998 y 2004.
En 2007 fichó por el Leicester de la Premier League de Inglaterra, pero nunca llegó a jugar con el club. Para la temporada siguiente regresó a Dinamarca para jugar con el Vejle Boldklub. Luego de que el club descendiera durante la temporada 2009-10, Nielsen consideró el retiro. No obstante, luego de conversar con Peter Vermes, éste lo convenció de unirse a los Kansas City Wizards de la MLS.
Nielsen se sintió inmediatamente a gusto en el club estadounidense e indicó que no volvería a considerar el retiro hasta por lo menos dos o tres años más. A finales de 2011 firmó una extensión de su contrato hasta la temporada 2013, en diciembre anunció su retiro del fútbol.

### Como entrenador
Luego de su retiro como jugador, Nielsen fue nombrado entrenador del OKC Energy FC de la USL, cargo que ocupó hasta el año 2017.
El 5 de septiembre de 2018, el Hartford Athletic anunció al exarquero danés como su nuevo entrenador.

## Clubes

### Como jugador
| Club                 | País           | Año         |
| -------------------- | -------------- | ----------- |
| Millwall             | Inglaterra     | 1994 - 1995 |
| Aalborg Boldspilklub | Dinamarca      | 1995 - 2007 |
| Leicester City       | Inglaterra     | 2007 - 2008 |
| Vejle Boldklub       | Dinamarca      | 2008 - 2010 |
| Kansas City Wizards  | Estados Unidos | 2010 - 2013 |

### Como entrenador
| Club              | País           | Año         |
| ----------------- | -------------- | ----------- |
| OKC Energy FC     | Estados Unidos | 2013 - 2017 |
| Hartford Athletic | Estados Unidos | 2018 - 2021 |